# Деверо Міттон
Деверо Міттон (англ. Devereaux Mytton, 1924 — 1989) — австралійський яхтсмен.
Бронзовий призер Олімпійських Ігор 1956 року в класі 5,5 метра.